# Interdelta
Interdelta là một chi bướm đêm thuộc họ Noctuidae.